# Nvidia Shadowplay
Nvidia ShadowPlay é um utilitário de gravação de tela que apresenta aceleração de hardware usando uma GPU GeForce, desenvolvida pela Nvidia Corp. como parte de seu programa "GeForce Experience". Ele pode ser configurado para gravar continuamente por um tempo predefinido, permitindo ao usuário gravar vídeo retroativamente. O ShadowPlay é suportado a partir da placa gráfica GTX 650 em diante.

## Detalhes técnicos
ShadowPlay pode usar 2 métodos de captura: Frame Buffer Capture (NVFBC) e Inband Frame Readback (NVIFR). O NVFBC é usado no modo de tela cheia. O NVIFR é usado no modo de janela porque tem um impacto maior no desempenho. Depois que o ShadowPlay captura um quadro, ele o codifica usando um codificador de vídeo H.264 acelerado por hardware que grava resolução de até 4K a 130 Mbit/s com o mínimo impacto no sistema